# Норден, Густав
Густав Фредрик Норден (швед. Gustaf Fredrik Nordén; 23 октября 1884, Рисинге, Эстергётланд — 14 декабря 1947, Треллеборг) — шведский легкоатлет, выступавший в прыжках в длину и тройном прыжке. Участник летних Олимпийских игр 1912 года.

## Биография
Густав Норден родился 23 октября 1884 года в шведском селе Рисинге.
Выступал в легкоатлетических соревнованиях за клуб «Норрчёпинг». В 1909 году стал чемпионом Швеции в тройном прыжке. В 1908—1912 годах владел рекордом страны в тройном прыжке, улучшив его с 13,72 до 14,12 метра.
В 1912 году вошёл в состав сборной Швеции на летних Олимпийских играх в Стокгольме. В тройном прыжке занял в квалификации 11-е место, показав результат 13,81 и уступив 36 сантиметров попавшему в финал с 3-го места Эрику Альмлёфу из Швеции. Также был заявлен в прыжках в длину, но не вышел на старт.
Умер 14 декабря 1948 года в шведском городе Треллеборг.

## Личный рекорд
- Тройной прыжок — 14,33 (1912)[1]